# ローファーム
ローファームは2001年、韓国SBSにて放送されたドラマ。秋の童話、夏の香り等のソン・スンホンが主演。日本では2005年11月からWOWOWにて放送された。2013年6月からはBS11にて放送されている。全16話。
熱血漢の弁護士チョ・ヨンウン（ソン・スンホン）と、彼が設立した法律事務所「法村」に集まった弁護士達が繰り広げるドラマ。事務所に持ち込まれる事件を軸に、恋愛模様や弁護士同士の対立を描く。

## キャスト
チョ・ヨンウン（ソン・スンホン）
熱血漢で一本気な弁護士。志願して海兵隊に従軍した変り種。大手法律事務所を飛び出し、自分の事務所「法村（ホプチョン）」を設立。
チェ・ジャングン（ソ・ジソプ）
「金が全て」と言い切る優秀な弁護士。公認会計士の資格も併せ持つ。
ハン・トンニョン（ビョン・ウミン）
口下手で弁護士としての能力はイマイチだが、実直な人柄で「法村」のムードメーカー的存在。
パク・ジョンア（キム・ジホ）
法的弱者の為に尽力する、心優しい女性弁護士。「法村」に来る前は公的機関に勤務。
ユン・ジン（ソン・ジホ）
大手法律事務所を経営する父を持つお嬢様。高飛車な性格。学生時代から思いを寄せていたヨンウンに一方的な恋愛宣言をする。
イ・ジュンソク（イ・ジョンウォン）
ジンの父親の事務所で働くエリート弁護士。野心家でジンの婚約者。